# فولویو فلاونی
فولویو فلاونی (انگلیسی: Fulvio Flavoni؛ زادهٔ ۲۵ ژانویهٔ ۱۹۷۰) بازیکن فوتبال اهل ایتالیا است.
از باشگاه‌هایی که در آن بازی کرده‌است می‌توان به باشگاه فوتبال فروزینونه و باشگاه فوتبال چزنا اشاره کرد.